# هنري شابمان
هنري شابمان (بالإنجليزية: Henry Chapman)‏ هو سياسي أسترالي، ولد في 1846، وتوفي في 20 أغسطس 1930. حزبياً، نشط في حزب التجارة الحرة. وقد انتخب عضو الجمعية التشريعية نيو ساوث ويلز.